# Kozma győri püspök
Kozma vagy Cosmas (12–13. század) magyar katolikus főpap.

## Élete
A Magyar Archontológia szerint fehérvári prépostból vagy kanonokból lett győri megyés püspök (1218–1222). Az Aranybulla függelékében az aláíró püspökök között szerepel. 1222-ben a püspökségéről lemondott és a fehérvári káptalaba vonult vissza, ahol még évekig élt.
Utóda a győri egyházmegye élén 1224-től Gergely.

## Megjegyzés
Mendlik Ágoston IX. Pius római pápa és a magyar püspöki kar, vagyis főpapok és egyháznagyok életrajzgyűjteménye című munkájában, valamint Pius Bonifac Gams művében Cosmas néven szerepel az egyházmegye élén 1219–1223 között.